# Nanjian

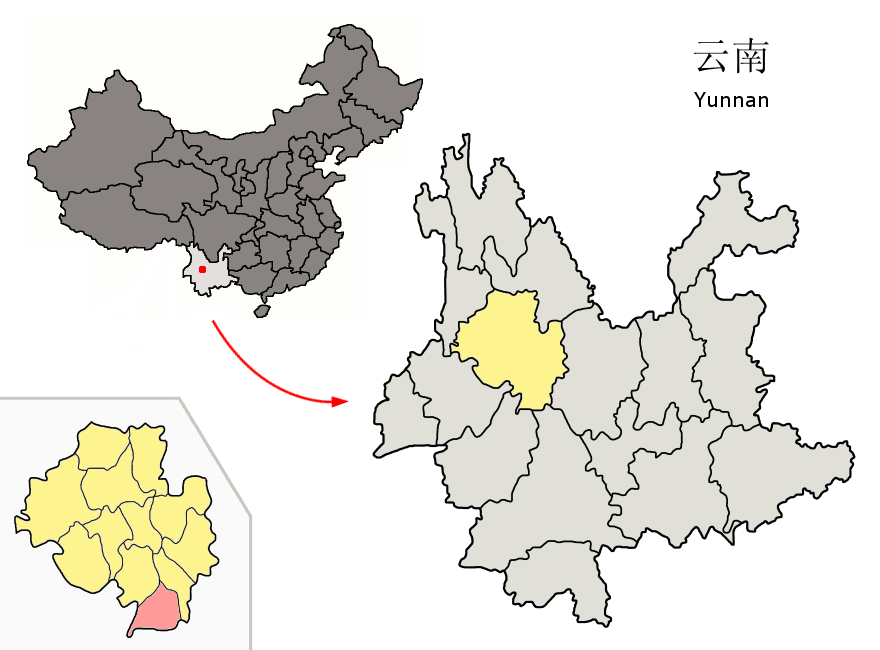
Lage des Autonomen Kreises Nanjian der Yi im Autonomen Bezirk Dali der Bai

Der Kreis Nanjian (南涧县), mit vollem Namen autonomer Kreis Nanjian der Yi (南涧彝族自治县,  Nánjiàn Yízú Zìzhìxiàn), liegt im Süden des autonomen Bezirks Dali der Bai in der chinesischen Provinz Yunnan. Er hat eine Fläche von 1.739 km² und zählt 192.942 Einwohner (Stand: Zensus 2020). Sein Hauptort ist die Großgemeinde Nanjian (南涧镇).

## Administrative Gliederung
Auf Gemeindeebene setzt sich der autonome Kreis aus vier Großgemeinden und vier Gemeinden zusammen. Diese sind: 
- Großgemeinde Nanjian (南涧镇)
- Großgemeinde Baohua (宝华镇)
- Großgemeinde Xiaowandong (小湾东镇)
- Großgemeinde Gonglang (公郎镇)

- Gemeinde Bixi (碧溪乡)
- Gemeinde Leqiu (乐秋乡)
- Gemeinde Wuliang (无量乡)
- Gemeinde Yongcui (拥翠乡)